# Сандин (приток Шайтанки)
Сандин — река в Куюргазинском районе Башкортостана. Левый приток р. Шайтанка. Длина реки составляет 12 км.
На реке расположены: деревня Сандин 2-й, хутор Сандин, село Якупово, упразднённый Абдуловский сельсовет.

## Название
От гидронима баш. Санйын произошло название ойконима баш. Санйын, хутора в Куюргазинском районе Башкортостана.

## Данные водного реестра
По данным государственного водного реестра России относится к Уральскому бассейновому округу, водохозяйственный участок реки — Сакмара от впадения реки Большой Ик и до устья, речной подбассейн реки — подбассейн отсутствует. Речной бассейн реки — Урал (российская часть бассейна).
Код объекта в государственном водном реестре — 12010000712112200006992.